# Invencible (sèrie de televisió)
Invencible (títol original en anglès, Invincible) és una sèrie de televisió de superherois d'animació per a adults creada per Robert Kirkman per a Amazon Prime Video i estrenada el 25 de març de 2021. Basada en el còmic homònim d'Image Comics creada pel mateix Kirkman, Cory Walker i Ryan Ottley, la sèrie segueix en Mark Grayson, de 17 anys, i la seva transformació en un superheroi sota la guia del seu pare Omni-Man, el superheroi més poderós del planeta. Durant la seva transformació, en Mark es troba lluitant entre la seva vida personal i els deures de superheroi, on es veu obligat a demostrar que pot ser l'heroi que és el seu pare. La sèrie és protagonitzada per Steven Yeun, Sandra Oh i J. K. Simmons com la família Grayson, mentre que la resta del repartiment serveix com a personatges recurrents.
Després del seu llançament, la sèrie va rebre un gran reconeixement per part de la crítica i el públic, amb elogis per la seva animació, seqüències d'acció, història, guió, interpretació de veu, pes emocional i fidelitat als còmics. L'abril del 2021, abans del final de la primera temporada, Amazon va renovar la sèrie per a una segona i tercera temporada. La segona temporada es va estrenar el 3 de novembre 2023. S'ha subtitulat al català.

## Personatges i intèrprets
- Mark Grayson / Invencible, veu original de Steven Yeun.
- Debbie Grayson, veu original de Sandra Oh.
- Nolan Grayson / Omni-Man, veu original de J. K. Simmons.
- War Woman, veu original de Lauren Cohan.
- Green Ghost, veu original de Sonequa Martin-Green.
- Martian Man, veu original de Chad Coleman.
- Red Rush, veu original de Michael Cudlitz.
- Darkwing, veu original de Lennie James.
- Aquarius, veu original de Ross Marquand.
- Immortal, veu original de Ross Marquand.